# Kyoko Hamaguchi
Kyoko Hamaguchi (浜口 京子 (Hamaguchi Kyōko?); 11 gennaio 1978) è un'ex lottatrice giapponese, attiva nella lotta libera.

## Palmarès

### Olimpiadi
- 2 medaglie:
  - 2 bronzi (Atene 2004 nei 72 kg; Pechino 2008 nei 72 kg)

### Mondiali
- 10 medaglie:
  - 5 ori (Clermont-Ferrand 1997 nei 75 kg; Poznan 1998 nei 75 kg; Hildursborg 1999 nei 75 kg; Chalkida 2002 nei 72 kg; New York 2003 nei 72 kg)oca2
  - 2 argenti (Budapest 2005 nei 72 kg; Canton 2006 nei 72 kg)
  - 3 bronzi (Sofia 2000 nei 75 kg; Tokyo 2008 nei 72 kg; Mosca 2010 nei 72 kg)

### Giochi asiatici
- 3 medaglie:
  - 1 oro (Busan 2002 nei 72 kg)
  - 1 argento (Doha 2006 nei 72 kg)
  - 1 bronzo (Canton 2010 nei 72 kg)